# Yankee Doodle Dandy
Yankee Doodle Dandy – amerykański film biograficzny z 1942 roku w reżyserii Michaela Curtiza. Historia George’a M. Cohana, uznanego kompozytora, dramatopisarza, aktora, tancerza i piosenkarza w jednym. Rola Jamesa Cagneya przyniosła mu Oscara dla najlepszego aktora.

## Obsada
- James Cagney jako George M. Cohan
- Joan Leslie jako Mary Cohan
- Walter Huston jako Jerry Cohan
- Richard Whorf jako Sam Harris
- Irene Manning jako Fay Templeton
- George Tobias jako Dietz
- Rosemary DeCamp jako Nellie Cohan
- Jeanne Cagney jako Josie Cohan
- Frances Langford jako Nora Bayes
- George Barbier jako Erlanger
- S. Z. Sakall jako Schwab
- Walter Catlett jako Manager Teatru
- Minor Watson jako Albee
- Chester Clute jako Goff
- Odette Myrtil jako madame Bartholdi
- Douglas Croft jako George M. Cohan, (13 lat)
- Patsy Parsons jako Josie Cohan, (12 lat)

## Koloryzacja
W 1986 film był pierwszym, którego koloryzacji dokonano za pomocą komputera.